# 철갑탄

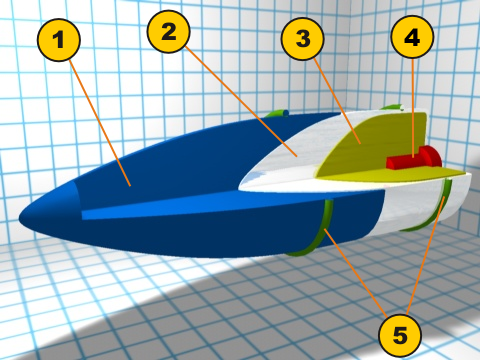
Armor piercing shell of the APBC
1. 경량 탄두
2. 강철합금 관통탄
3. 작약(TNT, 트리니트로 페놀, RDX 등 둔감화약)
4. 신관(지연신관 장착)
5. 부를 레(앞쪽)와 동력전달밴드(뒤쪽)

철갑탄(徹甲彈, armor-piercing shell 또는 AP) 또는 파갑탄(破甲彈)은 전차, 군함, 콘크리트 벙커를 관통시킬 용도로 만들어진 특수목적의 탄(환)이다. 주된 목적은 강철판과 콘크리트벽을 관통시키는 것이다. 이를 관통하기 위하여 탄체를 두껍게 만들며 탄의 끝부분은 특수강철로 제작되었다. 이것은 1860년에서 1950년 사이에 발명된 것으로, 철갑탄의 기원은 군함에서 사용하던 탄으로 볼 수 있다. 1920년경 장갑관통 무기는 대(對) 전차의 임무를 가지게 된다.
철갑탄은 장갑을 관통할 때 반드시 충격에 버텨야만 한다. 탄은 단단하고 날카로운 돌출부, 그리고 더 작은 작약을 적재할 목적으로 설계되었다. 몇몇 작은 구경의 철갑탄은 텅빈 속 또는 소이작약에 고폭탄을 장착한다. 철갑탄은 현대에 와서 해전(海戰)에서는 거의 쓰이지 않는다. 현대의 군함은 장갑이 거의 없거나 아예 없다. 하지만 여전히 전차전에서는 선호하는 탄 중의 하나이다. 철갑탄은 고폭탄(High-Explosive Anti-Personnel shell)보다 적을 단번에 무력화 시킬 수 있는 가능성이 더 높다. 특히 합금장갑에 대해서 철갑탄이 가지고 있는 높은 포구탄속으로 인해 고폭탄보다 더 정확하고 효과적이다. 또한 장갑관통 카트리지는 대(對) 장비 또는 방탄복을 무력화시키기 위해 소구경 소화기(小火器)로도 발사한다.

## 역사

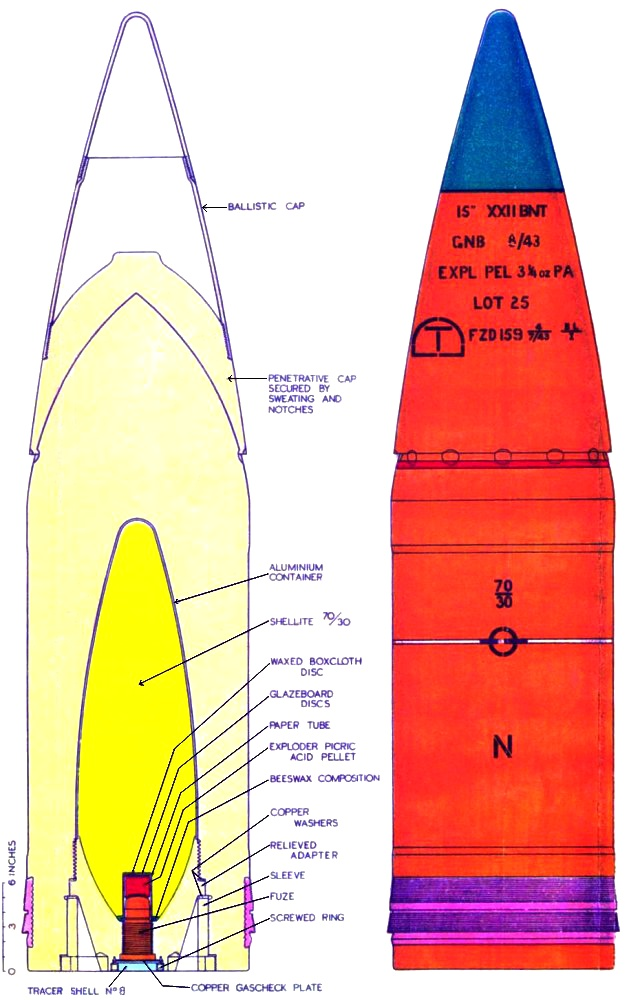
영국 해군의 15인치 철갑탄, 1943

### 2차 세계 대전
주로 전차의 목적에 따라 포탄을 사용하는 포탄이 다르지만.철갑탄은 구경이 작은 전차가 대전차 목적으로 자주쓰고 대인목적으로 고폭탄을 쓰지만.구경이 큰 전차들은 철갑탄을 쓰긴 하지만 고폭탄은 대인에도 좋고 대구경 고폭탄은 전차도 잘 격파한다. 또 대구경 철갑탄이라 해도 도탄이 나면 장전하기 힘들기에 고폭탄을 쓴다. 또 heat탄은 관통력이 높고 얇은 장갑에 과관통 나는 철갑탄과 달리 폭발하여 관통하는 것으로 중전차와 경전차 둘다 잘 잡는다

### 현대

#### 소총용 철갑탄의 예
| 이름   | 탄환               | 힘            |
| ------ | ------------------ | ------------- |
| M2     | M1903 스프링필드   | 163 그레인    |
| M61    | 7.62 × 51 mm NATO  | 150.5 그레인  |
| FN P80 | 7.62 × 51 mm NATO  | 150 그레인    |
| AP485  | .338 라푸아 매그넘 | 248 그레인    |
| M995   | 5.56 × 45 mm NATO  | 52 그레인     |
| S.m.K. | 7.92 × 57 mm       | 178.25 그레인 |